# Eubucco glaucogularis
Eubucco glaucogularis ("blåhakad barbett", officiellt svenskt trivialnamn saknas) är en fågel i familjen amerikanska barbetter inom ordningen hackspettartade fåglar. Den betraktas i allmänhet som underart till brokbarbett (Eubucco versicolor) men har sedan 2014 getts artstatus av Birdlife International och IUCN, som kategoriserar den som livskraftig. Fågeln förekommer enbart i centrala Peru.